# Червоноселівка
Червоносе́лівка — село в Україні, у Кам'янській селищній громаді Пологівського району Запорізької області. Населення становить 364 осіб. До 2020 року орган місцевого самоврядування — Смілівська сільська рада.

## Географія
Село Червоноселівка розташоване за 160 км від обласного центру та 46 км від районного центру. Сусідні найближчі населені пункти: Новоукраїнка (4 км) та Сміле (5 км).

## Історія
Село засноване 1870 року під первинною назвою Ротен Дорф. У 1947 році перейменоване в село Червоноселівка.
7 (20) листопада 1917 року, відповідно до Третього Універсалу Української Центральної Ради, увійшло до складу Української Народної Республіки.
З 1935 року село перебувало в складі Більмацького (Куйбишевського) району.
12 червня 2020 року, відповідно до розпорядження Кабінету Міністрів України № 713-р «Про визначення адміністративних центрів та затвердження територій територіальних громад Запорізької області», село увійшло до складу Більмацької селищної громади (нині — Кам'янська селищна громада).
19 липня 2020 року, в результаті адміністративно-територіальної реформи та ліквідації  Більмацького району, село увійшло до складу новоутвореного Пологівського району.
22 червня 2023 року, рішенням Національної комісії зі стандартів державної мови, село віднесено до списку населених пунктів, які «можуть не відповідати лексичним нормам української мови», зокрема стосуватися «російської імперської чи колоніальної політики». Громаді рекомендовано обґрунтувати доцільність збереження поточної назви або запропонувати нову назву в установленому законодавством порядку.